# Spanische Eroberung Mexikos

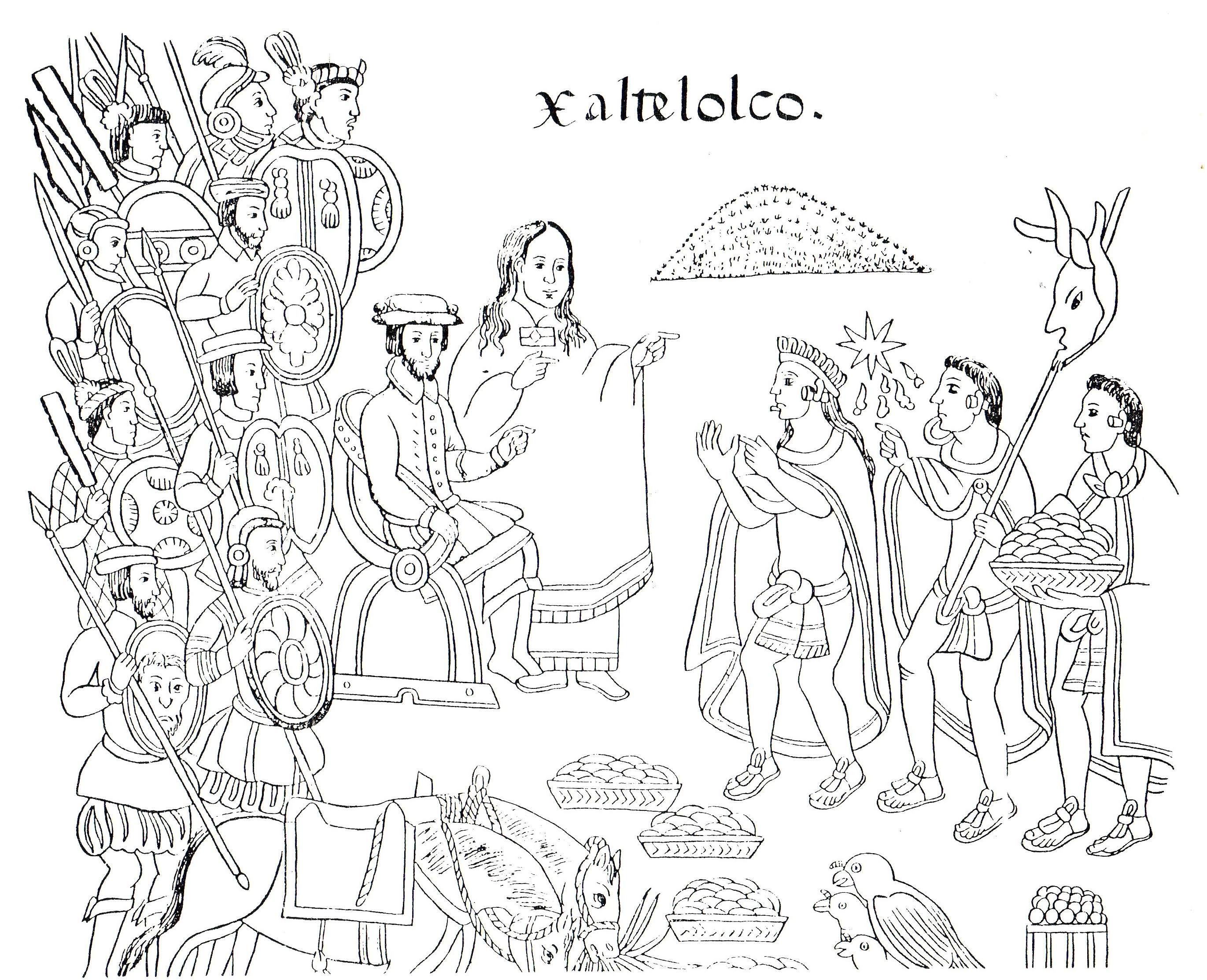
Hernán Cortés und La Malinche beim Treffen mit tlaxcaltekischen Emissären (Bilderhandschrift aus dem Lienzo Tlaxcala aus dem 16. Jahrhundert)

Die spanische Eroberung Mexikos unter Hernán Cortés in den Jahren von 1519 bis 1521 führte zum Untergang des Reiches der Azteken und begründete die Herrschaft der Spanier über Mesoamerika. Entscheidend für den Erfolg der Spanier waren dabei ihre überlegene Waffentechnik, die Anfälligkeit der indigenen Bevölkerung für die von den Eroberern eingeschleppten Krankheiten, Pocken, Masern, Grippe und vor allem Infektionen durch Salmonellen, die dort vorher unbekannt waren, und die Ausnutzung innen- und außenpolitischer Schwachpunkte des aztekischen Reiches.
Nach der Eroberung des Aztekenreiches gründeten die Spanier das Vizekönigreich Neuspanien. In der Folge kamen viele Abenteurer und Siedler aus Spanien nach Zentralmexiko, während die Religion der Azteken vom Christentum verdrängt und die indigene Kultur zu einem großen Teil ausgelöscht wurde.
Eine vollkommen objektive Betrachtung der Eroberung ist nicht mehr möglich. Es existieren lediglich zwei Berichte von Augenzeugen aus spanischer Sicht sowie die unter der Anleitung des spanischen Franziskaners Bernardino de Sahagún von aztekischen Schreibern in Nahuatl verfasste Historia general de las cosas de Nueva España, die unter anderem die aztekische Sicht der Eroberung schildert. Die moderne Forschung kann diesen Mangel an Augenzeugenberichten nur teilweise ausgleichen, auch deshalb, weil das alte, präkolumbische Tenochtitlán nach der Niederlage der Azteken fast vollkommen zerstört wurde.

## Ausgangssituation

### Azteken

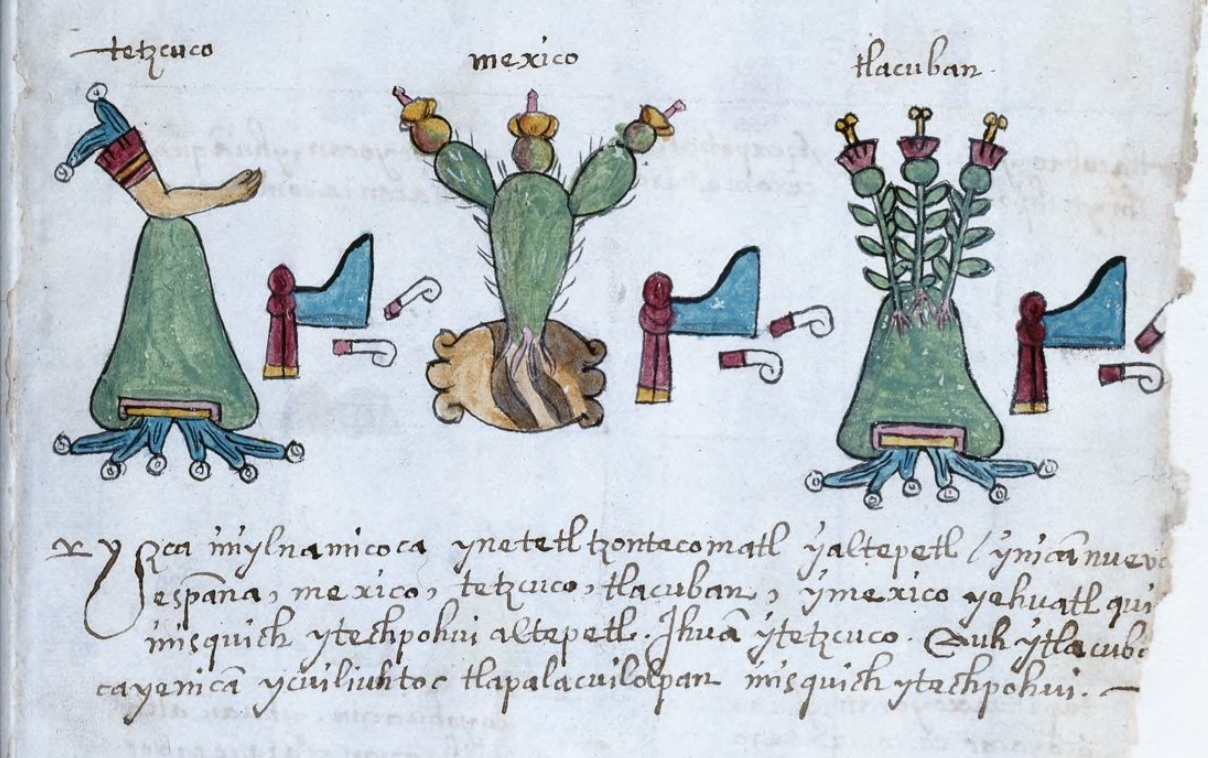
Die Symbole der drei Mitglieder des aztekischen Dreibundes Texcoco, Tenochtitlán und Tlacopán (von links) auf Seite 34 des Kodexes Osuna

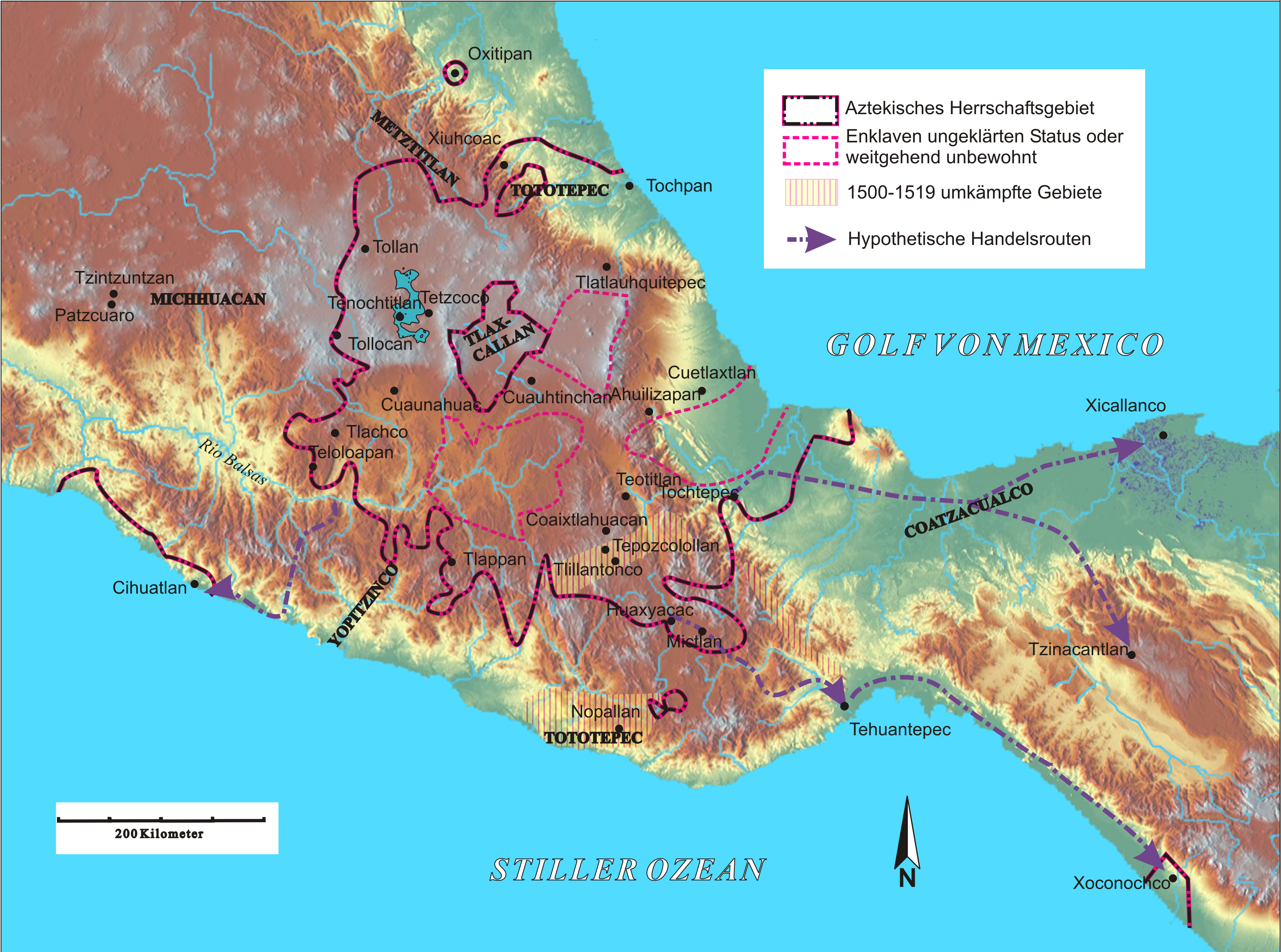
Ausdehnung des aztekischen Herrschaftsgebietes zu Anfang des 16. Jahrhunderts

Das Becken von Mexiko war zu Beginn des 16. Jahrhunderts die Heimat zahlreicher Stadtstaaten. In den beiden Jahrhunderten vor der Ankunft der Europäer hatte sich der Aztekische Dreibund, ein lockeres Bündnis aus den drei Städten Tenochtitlán, Texcoco und Tlacopán, zur vorherrschenden Macht im Tal von Mexiko entwickelt. Dieser Städtebund hatte im Laufe der Zeit zahlreiche konkurrierende Staaten besiegt, die jedoch nicht direkt in den Bund eingegliedert, sondern einem ausgeklügelten Tributsystem unterworfen wurden. Von den Städten des Dreibundes war das auf mehreren Inseln im Texcoco-See errichtete Tenochtitlán die mit Abstand mächtigste, weshalb ihr Herrscher auch über die militärische Befehlsgewalt über Tlacopán und Texcoco verfügte, die sich ansonsten vollkommen eigenständig regierten.
Seit dem Jahr 1502 wurde Tenochtitlán von Moctezuma II. beherrscht, der in sein Amt gewählt worden war. Er war der Sohn eines früheren Herrschers mit dem Namen Axayacatl und vor seiner Wahl Hohepriester des Gottes Huitzilopochtli gewesen. Unter seiner Regentschaft verschärften sich die sozialen Spannungen mehr und mehr, denn die Schere zwischen Arm und Reich vergrößerte sich zusehends. Zudem war die Zuverlässigkeit Texcocos als Bündnispartner in Frage gestellt, seit Moctezuma offen in einem Thronfolgestreit interveniert hatte (1515) und nur mühsam ein Kompromiss zwischen den beiden um den Thron kämpfenden Parteien erreicht werden konnte. Dennoch war der Dreibund immer noch der stärkste Machtfaktor im Tal von Mexiko. Eine größere Bedrohung stellten nur noch das im heutigen mexikanischen Bundesstaat Michoacán, westlich des Tales gelegene Reich der Tarasken sowie ein loses Bündnis von vier Städten östlich des Tales dar, deren stärkstes Mitglied die Stadt Tlaxcala war. Im Vergleich zu den Kulturen des eurasischen Kontinents waren alle Staaten Zentralmexikos technologisch weit unterlegen; die Verarbeitung von Eisen, eine ausgearbeitete Schrift sowie der Einsatz des Rades zu Transportzwecken beispielsweise waren ihnen unbekannt.

### Spanier

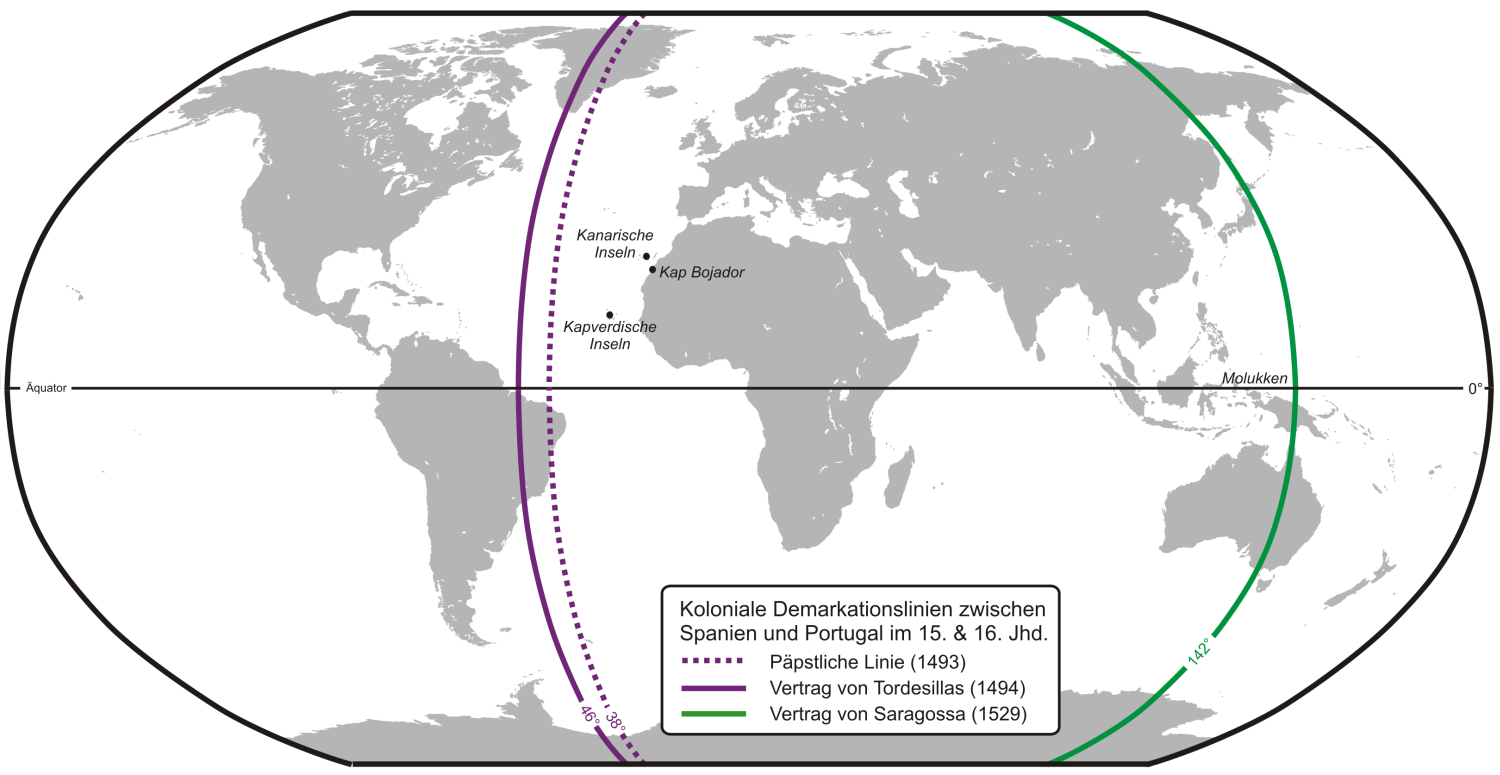
Die Demarkationslinien nach der päpstlichen Bulle Inter caetera von 1493 (gestrichelt violett), dem Vertrag von Tordesillas von 1494 (durchgehend violett) sowie dem ergänzenden Vertrag von Saragossa von 1529 (grün), mit denen die römischen Päpste die Welt zwischen Spanien und Portugal aufteilten

Nach der Entdeckung Amerikas im Jahr 1492 durch Christoph Kolumbus besetzten die Spanier in der Karibik mehrere Inseln. Die erste dauerhafte Siedlung war La Isabela auf der Insel Hispaniola, die im Jahr 1493 gegründet wurde. Nach anfänglich freundschaftlichen Beziehungen kam es zu offenen Kämpfen mit den einheimischen Taíno, da die Spanier immer häufiger deren Frauen raubten und nach Gold verlangten. Die Taíno wurden nach ihrer schnellen Niederlage und der Tötung ihrer Häuptlinge von den Spaniern zur Zwangsarbeit herangezogen, was viele von ihnen nicht überlebten, da die Feldarbeit wegen des Arbeitskräftemangels vernachlässigt wurde. In den ersten beiden Jahrzehnten des 16. Jahrhunderts erlangten die Spanier zusätzlich noch die Kontrolle über die Inseln Puerto Rico (1508), Jamaika (1509) und Kuba (1511), deren indigene Bevölkerung ähnlich wie die Taíno auf Hispaniola Zwangsarbeit leisten musste. Zusätzlich gründeten sie eine Siedlung in Darién im heutigen Panama, wo bereits Christoph Kolumbus auf seiner vierten Reise an Land gegangen war.
Die Krone schenkte den Kolonien nur wenig Beachtung. Folglich hatten die spanischen Konquistadoren weitestgehend freie Hand bei ihren Vorhaben. Viele von ihnen waren jüngere Söhne von Hidalgos, die an den Kämpfen der Reconquista beteiligt gewesen waren. Da nur der erstgeborene Sohn den Besitz des Vaters erben konnte, waren die jüngeren Söhne gezwungen, anderweitig für ihren Lebensunterhalt zu sorgen.
Die zu Beginn des 16. Jahrhunderts in Spanien herrschende Wirtschaftskrise verstärkte den Druck zur Auswanderung weiter, nachdem bereits erste Nachrichten von Goldfunden in Spanien eingetroffen waren. Eine andere Motivation stellte der Missionsauftrag des christlichen Glaubens dar. Im Jahr 1493 wurde die päpstliche Bulle Inter caetera erlassen, die auf einer früheren, mit Portugal beschlossenen Bulle beruhte, mit der alles neu entdeckte Land westlich einer Demarkationslinie, die knapp 500 Kilometer westlich der Kanarischen Inseln verlief, Spanien zu übereignen sei. Die Kirche war in Spanien ohnehin vergleichsweise kämpferisch eingestellt, was aus der Reconquista resultierte. Da die Überfahrten nach Amerika aber kaum von der spanischen Krone gefördert wurden, befanden sich um 1520 vermutlich lediglich rund 27.000 Spanier in den Kolonien, davon der Großteil auf Hispaniola.

## Erste Kontakte
Bereits um das Jahr 1502 verbreiteten sich in Zentralmexiko Gerüchte über bärtige, hellhäutige Männer, denen große Grausamkeit zugeschrieben wurde. In den folgenden Jahren kamen diese Gerüchte einige Male erneut auf. Woher sie stammten, ist unsicher. Als mögliche Quellen kommen die Expedition des Kolumbus, die 1502 die Küste des mittelamerikanischen Festlandes von Honduras bis nach Panama erkundet hatte, die Erfahrungen der indigenen Bevölkerung mit Spaniern in Darién sowie ein Kanu, das 1512 mit einheimischen Insassen von Jamaika nach Yucatán abgetrieben wurde, in Frage. Zudem existiert ein auf April 1514 datierter Brief von Diego Velázquez de Cuéllar, dem Eroberer und zu diesem Zeitpunkt amtierenden Gouverneur Kubas, in dem von gelegentlich in Kanus ankommenden Indios die Rede ist, die „eine Reise von fünf oder sechs Tagen“ hinter sich hätten, was der Distanz zwischen der Halbinsel Yucatán und Kuba entspräche.
Die ersten Spanier, die die heutige mexikanische Küste erreichten, waren Angehörige der unter dem Kommando von Francisco Hernández de Córdoba stehenden Expedition, die am 8. Februar 1517 von Santiago de Cuba aus aufbrach. Diego Velázquez de Cuéllar hatte Hernández de Córdoba den Auftrag gegeben, neue Länder zu entdecken und Sklaven zu fangen. Die Expedition stieß schon bald auf die Halbinsel Yucatán und somit – freilich ohne es zu wissen – auf das mittelamerikanische Festland, wo Hernández de Córdoba auf einen Stamm der Maya traf und seine Männer nur knapp vor deren Angriffen retten konnte. Die Expedition segelte in Richtung Westen bis zur heutigen Stadt Champotón (südlich von Campeche), wo die Spanier in einen Hinterhalt gerieten und die Hälfte ihrer Männer verloren. Hernández de Córdoba, selbst schwer verwundet, befahl daraufhin die Rückkehr nach Kuba, wo er den Folgen der Verwundungen erlag.
Aufgrund von Berichten der Überlebenden über ein sehr reiches Volk auf dem Festland rüstete Velázquez de Cuéllar eine weitere Expedition aus. Zum Kommandanten ernannte er seinen Neffen Juan de Grijalva. Sein genauer Auftrag ist nicht überliefert. Grijalvas Schiffe brachen Ende Januar 1518 von Santiago de Cuba auf und erreichten nach mehreren Zwischenstopps Ende Mai die Insel Cozumel vor der Küste Yucatáns. Nach einigen Scharmützeln mit den Einheimischen segelte Grijalva weiter nach Süden bis zu einer Bucht, der er den Namen Bahia de la Ascensión („Bucht der Himmelfahrt“) gab, um wieder nach Cozumel zurückzukehren und von dort aus auf der Route der vorhergegangenen Expedition bis zu einem Ort in der Nähe von Champotón aufzubrechen. Dort brachen erneut Kämpfe aus, nachdem die Spanier von den Einheimischen Gold gefordert hatten, doch konnten Grijalvas Männer ihre Stellung halten und an der Mündung des nach dem Expeditionskommandanten neu benannten Río Grijalva vorbei zu einer Insel in der Nähe des heutigen Veracruz fahren, die sie am 17. Juni erreichten. Der Ort der Landung wurde von ihnen San Juan de Ulúa genannt. Dort stießen die Spanier auf das Volk der Totonaken, das den Azteken tributpflichtig war. Dadurch kamen sie erstmals mit einheimischen Kulturelementen in Kontakt, einschließlich der Opferung von Menschen. Nachdem die Spanier von den Totonaken freundlich aufgenommen worden waren und Tauschhandel mit ihnen getrieben hatten, nahm auch der örtliche Gesandte des Moctezuma Kontakt zu den Spaniern auf, der ihm später darüber Bericht erstattete. Später schickte Grijalva seinen Untergebenen Pedro de Alvarado mit einigen Männern und den bislang erhandelten Wertgegenständen zurück nach Kuba, bevor er selbst nach Norden weitersegelte. Jedoch zwangen ihn schlechte Windverhältnisse und Schäden an seinen Schiffen bald ebenso zur Rückkehr. Anfang Oktober kehrte er mit seinen Männern nach Kuba zurück; Alvarado war bereits zuvor angekommen.

## Die Eroberung Mexikos

### Aufbruch von Kuba
Nach Grijalvas Rückkehr erteilte Diego Velázquez de Cuéllar dem Alcalde (Bürgermeister) von Santiago de Cuba, Hernán Cortés, den Befehl zu einer dritten Expedition. Die Mittel, die Cortés in die Unternehmung steckte, sowie dessen Eifer beunruhigten Velázquez sehr, denn er befürchtete, dass Cortés die vereinbarte Gewinnbeteiligung nicht einhalten werde. Er versuchte ihn von seinem Posten als Kapitängeneral zu entfernen, doch Cortés bestieg kurzerhand mit 400 bis 600 Mann die für die Reise vorgesehenen Schiffe und stach am 10. Februar 1519 in See.
Die Spanier landeten zunächst am 18. Februar – so die Angabe des Chronisten Francisco López de Gómara – auf der vor der Küste von Yucatán gelegenen Insel Cozumel, wo ihnen die Einheimischen von zwei Christen berichteten, die seit einigen Jahren bei den Maya lebten. Einer von beiden, Gerónimo de Aguilar, konnte nach kurzer Suche gefunden werden und schloss sich ihnen begeistert an, doch der andere, Gonzalo Guerrero, hatte es bei den Maya zu hohen Ehren gebracht und weigerte sich standhaft, seine neue Heimat zu verlassen. Aguilar war für Cortés von großer Wichtigkeit, da er sich mit den Maya in ihrer Muttersprache verständigen konnte.
Am 12. März 1519 fand in der Nähe von Potonchán am Río Grijalva eine zweite Landung statt, wo die Spanier nach einem Kampf mit den dort ansässigen Chontal-Maya als Zeichen der Ehrerbietung von Tabscoob, dem Halach Huinik von Potonchán, zwanzig Sklavinnen als Geschenk erhielten. Unter ihnen befand sich eine junge Frau, die von den Spaniern Doña Marina oder auch Malinche genannt wurde. Malinche beherrschte nicht nur die Sprache der Maya, sondern auch die der Azteken (Nahuatl). Dadurch wurde sie zur wichtigsten Dolmetscherin von Cortés und leistete einen großen Beitrag zum Gelingen der Eroberung. Neben Malinche, die später Cortés’ Geliebte wurde, waren für die Spanier auch die Sprachkenntnisse von Gerónimo de Aguilar nützlich: Dieser verstand die Maya-Sprache, in die Malinche übersetzte, was die Nahuatl-sprachigen Indigenen ihr sagten, und er übersetzte es dann ins Spanische. Bald lernte Malinche selber genug Spanisch, sodass auf Aguilars Übersetzungen verzichtet werden konnte.

### Der Marsch auf Tenochtitlán

Der Weg der Spanier nach Tenochtitlán

Nach dem Intermezzo bei den Maya fand Hernán Cortés Juan de Grijalvas Landeplatz und ging dort mit seinen Männern an Land. Schon bald nach der Landung erschienen aztekische Gesandte, doch Cortés weigerte sich trotz der von den Azteken gebrachten Geschenke, das aufgeschlagene Lager wieder abzubrechen. Nach dem Rückzug der Gesandten nahm der König der Totonaken, eines aztekischen Vasallenvolkes, Kontakt mit den Spaniern auf und schloss ein Bündnis mit ihnen. Obwohl der Auftrag des Vizekönigs Velázquez, nämlich die Erkundung des Gebietes, mit der Landung erfüllt war, verweigerte Cortés seinen Soldaten die Rückkehr nach Kuba und gründete stattdessen die Siedlung Villa Rica de la Vera Cruz, nur einige Kilometer von der heutigen Stadt Veracruz entfernt. Sogleich setzte er selbst einen Stadtrat ein, der ihn zum Kapitängeneral ernannte, als solchen direkt der Krone unterstellte und ihn somit von den Pflichten Velázquez gegenüber entband. Um die Krone für seine Sache zu gewinnen, schickte er ein Schiff mit allem Gold, das die Neuankömmlinge auftreiben konnten, nach Spanien; alle anderen Schiffe ließ er aus Furcht vor Desertionen seeuntüchtig machen. Dann marschierte er mit etwa 300 Soldaten und einer weitaus größeren Anzahl Totonaken ins Landesinnere.
Bald darauf gelangten die Spanier in die Nähe von Tlaxcala, einem mit den Azteken verfeindeten, mächtigen Stadtstaat. Die Bewohner der Stadt griffen die Eindringlinge mehrmals an, wobei die Spanier nur durch ihre überlegenen Waffen vor einer Niederlage bewahrt wurden. Da sie und ihre Verbündeten schwere Verluste erlitten und ihnen langsam, aber sicher die Vorräte ausgingen, machte Cortés den Tlaxcalteken mehrfach Friedensangebote, die trotz Forderungen auf tlaxcaltekischer Seite nach einer Fortsetzung des Kampfes schließlich auf Betreiben des Kaziken Xicoténcatls des Älteren angenommen wurden. Beide Parteien erkannten schon bald darauf den Wert der jeweils anderen Seite für den Kampf gegen die Azteken. Die Stadt Tlaxcala verfügte rein zahlenmäßig über zu wenige Soldaten, um die Azteken entscheidend zu schlagen. Die Feuerkraft der spanischen Truppe verschaffte ihnen hingegen einen entscheidenden taktischen Vorteil. Die Spanier ihrerseits erkannten, dass ihre Unternehmung ohne die Unterstützung der Tlaxcalteken zum Scheitern verurteilt war. Somit schlossen die beiden Parteien ein Bündnis gegen die Azteken.
Nach einem Aufenthalt von 16 Tagen in Tlaxcala zogen die Spanier weiter nach Cholula. Nachdem sie einen Großteil der dortigen Führungsschicht der Stadt am Tempel des Quetzalcoatl beseitigt hatten – vermutlich auf Betreiben der Tlaxcalteken – töteten sie den König, der den Tlaxcalteken gerade das Bündnis aufgekündigt hatte. Es wurde danach ein loyaler Marionettenkönig eingesetzt, der sich ebenfalls mit den Spaniern verbündete. Somit wusste Hernán Cortés eine große Armee von Soldaten einheimischer Völker hinter sich, als er nach zweiwöchigem Marsch am 8. November 1519 die aztekische Hauptstadt Tenochtitlán erreichte. Die Spanier waren überwältigt vom Anblick der riesigen Stadt, deren König Moctezuma II. sie mit reichen Geschenken überhäufte. Dass Moctezuma in Cortés den Gott Quetzalcoatl erblickt habe, dessen Wiederkehr in einer aztekischen Prophezeiung angekündigt werde, und ihm in einer Rede formell die Herrschaft übergeben habe, wird in der neueren Forschung als von den Spaniern konstruierter Geschichtsmythos angesehen, mit dem sie ihr Vorgehen gegenüber König Karl I. zu rechtfertigen versuchten.

### Moctezuma II. als Marionette der Spanier
Hernán Cortés erkannte binnen einer Woche seine Lage. Tenochtitlán war auf einigen Inseln im Texcoco-See erbaut worden und mit dem Festland nur durch drei Dämme verbunden. Bei einem falschen Schritt hätte er mit seinen Männern keine Chance gehabt, aus der Stadt zu entkommen. Cortés fiel jedoch die Bedeutung des Moctezuma für seine Untertanen auf und er schloss daraus, dass es die einzige Möglichkeit für die Machtübernahme im Aztekenreich sei, sich seiner Person zu bemächtigen. Mithilfe der unterschwelligen Drohung, die er durch die Stationierung einiger Soldaten in Moctezumas Palast erzeugte, brachte er den Aztekenherrscher dazu, sein Quartier im selben Palast zu beziehen, den dieser Cortés erst kurz zuvor zur Verfügung gestellt hatte. Auf diese Weise übte Hernán Cortés mittels des quasi unter Hausarrest gestellten Moctezumas in den nächsten acht Monaten die Herrschaft über das Aztekenreich aus. Als erstes gab Moctezuma den Spaniern die Erlaubnis zum Bau einer kleinen Kapelle in der Stadt und überließ ihnen den Schatz, der in seinem Palast lagerte, als Geschenk an das spanische Königshaus. Bald darauf zog Hernán Cortés den Zorn der aztekischen Bevölkerung auf sich, als er sogar gegen den Widerstand des Moctezuma auf der Plattform des Großen Tempels Kreuze sowie ein Bild der Jungfrau Maria aufstellen ließ, während das Gold und die Juwelen des Tempels fortgeschafft wurden.
Im Mai 1520 erreichte Cortés die Nachricht, dass Diego Velázquez mehr als tausend Soldaten unter Pánfilo de Narváez nach Veracruz geschickt hatte, um ihn für seine Machenschaften zur Verantwortung zu ziehen. Cortés ernannte Pedro de Alvarado zu seinem Stellvertreter in Tenochtitlán und marschierte mit etwa 250 Soldaten an die Küste, wo er Narváez durch einen Überraschungsangriff besiegte und ihn gefangen nahm. Anschließend übernahm er Narváez’ Soldaten und auch dessen Tross. Auf dem Weg nach Tenochtitlan wurde der Tross von Kriegern aus Texcoco überfallen. Die etwa 550 Gefangenen, darunter etwa 50 Europäer und selbst einige europäische Frauen, wurden nach Zultepec gebracht, dort eingesperrt und in den nächsten Monaten sukzessive den Göttern geopfert.
Unterdessen wurden die etwa 80 Spanier, die in Tenochtitlán zurückgeblieben waren, immer unruhiger. Pedro de Alvarado war auch bei den Spaniern als grausamer Mann bekannt; in Tenochtitlán ließ er während Cortés’ Abwesenheit zwei örtliche Häuptlinge töten. Dies steigerte die Unruhe in der aztekischen Bevölkerung, was sich in einer erhöhten Militärpräsenz der Azteken an den Stadttoren niederschlug. Am Tag des aztekischen Frühlingsfestes versammelte sich dann eine große Zahl Adeliger und Priester – verschiedenen Quellen zufolge mindestens sechshundert, möglicherweise jedoch sogar acht- bis zehntausend Menschen – im Hof des Großen Tempels von Tenochtitlán. Noch während der Prozession postierten sich die Spanier an den vier Eingängen des Tempels und töteten alle anwesenden Azteken, vermutlich aufgrund einer Panikreaktion von Pedro de Alvarado, die durch die Nachricht von dieser Versammlung ausgelöst wurde. Was dieser später als Präventionsmaßnahme gegenüber einem Angriffsplan der Azteken zu rechtfertigen versuchte, war der sprichwörtliche Tropfen, der das Fass zum Überlaufen brachte. Ein aufgebrachter Mob tötete sieben Spanier, trieb die übrigen in ihre Quartiere und belagerte sie dort. Cortés eilte auf die Nachricht von diesen Vorgängen so schnell wie möglich zurück in die Stadt. Dort ließ man ihn mit seinen Männern am 24. Juni unbehelligt einziehen, doch als die Azteken kurz nach seiner Ankunft die Zugbrücken ihrer Dämme hochzogen, saß auch er in der Falle.

### La Noche Triste (30. Juni 1520)
Da die Lage der Spanier immer aussichtsloser wurde und ihnen die Vorräte ausgingen, ließ Cortés Moctezuma auf das Dach des Palastes bringen, um die wütende Menge zu beruhigen. Mit diesem Schachzug hatte er jedoch keinen Erfolg; Moctezuma wurde von seinen eigenen Untertanen durch Steinwürfe angegriffen. Einige Tage später starb er, wobei wegen der widersprüchlichen Quellenlage ungeklärt bleibt, ob er den durch die Steine beigebrachten Verletzungen erlag oder ob er durch das Schwert der Spanier getötet wurde. Mit dem Tod ihres Faustpfands Moctezuma II. war ein weiteres Verharren der Spanier in der Stadt sinnlos geworden. Cortés ließ nun alles für eine Flucht aus der Stadt vorbereiten. Mithilfe von rasch zusammengezimmerten tragbaren Holzbrücken gedachten die Spanier die Dammlücken, welche die Azteken  verursacht hatten, zu überwinden. Die Flucht begann am 30. Juni kurz vor Mitternacht und endete für die Spanier in einem Desaster. Sie waren rasch entdeckt worden und sahen sich vor allem auf dem Hauptdamm den Angriffen hunderter Aztekenkanus ausgesetzt, deren Insassen von einem Furor ohnegleichen beherrscht waren, wie Chronisten berichteten. Fast drei Viertel der zum Teil schwer mit Beute beladenen Spanier und mindestens eintausend Tlaxcalteken wurden beim Versuch, die Stadt zu verlassen, getötet oder ertranken, weil sie ins Wasser stürzten und vom Gewicht ihrer Rüstungen oder des Goldes in die Tiefe gezogen wurden. Etwa 270 Spanier, die in einem anderen Stadtteil untergebracht worden waren, wurden nach Cortés’ Flucht aufgegriffen und den aztekischen Göttern geopfert. Diese Niederlage der Spanier ging später als Noche triste („die traurige Nacht“ oder „die Nacht der Tränen“) in die Geschichte ein.
Zwar waren die Spanier aus der Stadt entkommen, sie hatten dabei aber neben ihren Männern auch einen Großteil der Pferde, alle Kanonen, unzählige andere Waffen und nahezu das gesamte Gold eingebüßt. Den überlebenden Spaniern und ihren Verbündeten, die fast alle verwundet und völlig erschöpft waren, stellte sich am 14. Juli 1520 bei Otumba ein riesiges Aufgebot der Azteken entgegen. Die nachfolgende Schlacht hätte das Schicksal der Spanier und der mit ihnen verbündeten Tlaxcalteken besiegeln können. Mit dem Mut der Verzweiflung, dem effizienten Einsatz der ihnen noch verbliebenen Kavallerie, die auf dem ebenen Schlachtfeld ideale Bedingungen vorfand, vor allem aber durch die Tötung der aztekischen Anführer, die an ihrem prächtigen Federschmuck leicht zu erkennen waren, gelang es den Spaniern aber, die Schlacht für sich zu entscheiden. Der weitere Weg nach Tlaxcala war somit frei.

### Die politische Isolierung der Azteken
Nur rund 440 Spanier hatten die „traurige Nacht“ überlebt, darunter auch Cortés und Alvarado. Sie hätten wohl kaum noch eine Chance gehabt, zu überleben, wäre nicht eine Pockenepidemie unter den Einheimischen ausgebrochen. Diese Krankheit, die von den Spaniern unwissentlich selbst eingeschleppt worden war, raffte innerhalb eines Jahres vierzig Prozent der indigenen Bevölkerung dahin und tötete auch den neuen aztekischen König Cuitláuac, der als Nachfolger seines Bruders nur 80 Tage regiert hatte. Ihm folgte sein Neffe Cuauhtémoc auf den Thron. Es entstand dadurch bei den Azteken ein Klima der politischen Instabilität, das den Invasoren Zeit gab, sich von der schweren Niederlage zu erholen, zumal die Pocken – als in Europa seit langem endemische Krankheit – ihrem Immunsystem weitaus weniger zusetzten. Cortés zog sich nach Tlaxcala zurück und veranlasste dort Zimmermannsarbeiten für den Bau von dreizehn Brigantinen. Als neue spanische Soldaten seine Armee vergrößert hatten, zog er mit ihnen und etwa zehntausend Tlaxcalteken erneut ins Tal von Mexiko, diesmal jedoch nach Texcoco. Die Einzelteile der Brigantinen wurden von indianischen Trägern bis zum See getragen und die Schiffe am Ufer montiert. Unmittelbar nach deren Fertigstellung begann die Belagerung und Aushungerung von Tenochtitlán.
Texcoco war eine der drei Städte im aztekischen Dreibund, dem neben Tenochtitlán außerdem noch das Volk von Tlacopán angehörte. Seit 1515 hatte es in Texcoco Streitereien um die Thronfolge gegeben. Der zu dieser Zeit herrschende König Cacama hatte nur dank der Unterstützung der Azteken König werden können. Daneben gab es noch einen anderen Mann, Ixtlilxochitl, der ebenfalls Anspruch auf den Thron von Texcoco erhob und zur Zeit der Invasion der Spanier ein Gebiet nördlich der Stadt kontrollierte. Als die Spanier in der Nähe von Texcoco erschienen, nutzte Ixtlilxochitl die Gelegenheit, um sich mit den europäischen Eindringlingen zu verbünden und Cacama zu vertreiben. Dadurch verschafften sich die Spanier eine gute Ausgangsstellung für einen erneuten Angriff auf Tenochtitlán. Bis jedoch das Holz für die Schiffe, die für die Kontrolle des Texcoco-Sees nötig waren, von Tlaxcala nach Texcoco geschafft war – was Anfang Februar 1521 geschah – und mit dem Bau der Brigantinen begonnen werden konnte, eroberte Cortés einige den Azteken tributpflichtige Städte.
Am 28. April 1521 war es dann soweit: Die dreizehn Brigantinen waren fertiggestellt. Von nun an riegelten sie Tenochtitlán durch eine Seeblockade von der Außenwelt ab und unterbrachen auf diese Weise die Lebensmittelversorgung der Stadt. Ab Mitte Mai unterwarfen dann Pedro de Alvarado, Cristóbal de Olid und Gonzalo de Sandoval die Städte am Ufer des Texcoco-Sees, darunter auch Tlacopán, und vollendeten so die Isolation der aztekischen Hauptstadt. Schließlich begannen die Spanier mit der stückweise erfolgenden Eroberung von Tenochtitlán.

### Der Fall Tenochtitláns
Die Azteken hatten zuvor bereits Barrikaden auf den drei Dämmen errichtet, die die Stadt mit dem Festland verbanden und die nun die Spanier für einen direkten Angriff nutzen wollten. Die Kampftaktik der Azteken bestand darin, Barrikaden zu bauen, Teile der Dämme zu zerstören und Öffnungen in den Dammbrücken zu schaffen. Sobald die Spanier über diese Lücken setzten, wurden sie von den Azteken eingekesselt. Diese Taktik hätte es ihnen am 30. Juni, auf den Tag genau ein Jahr nach der La Noche Triste, fast ermöglicht, Hernán Cortés zu töten. Es gelang ihnen nur dank des beherzten Eingreifens des Cristóbal de Olid nicht, der dafür mit seinem Leben bezahlte. Die Azteken verteidigten sich trotz der aussichtslosen Lage erbittert und lieferten den Spaniern in der Stadt selbst einen erbarmungslosen Häuserkampf.
Trotz der erbitterten aztekischen Verteidigung war der Fall von Tenochtitlán nur eine Frage der Zeit. Am 13. August 1521 durchbrachen die Spanier und ihre tlaxcaltekischen Verbündeten im Stadtteil Tlatelolco, der Jahrzehnte zuvor noch eine eigenständige Stadt gewesen war, die letzten Verteidigungslinien der Azteken. Die Stadt Tenochtitlán wurde danach vier Tage lang geplündert und ihre Einwohner zu Tausenden getötet.

## Konsolidierung der Herrschaft

Das heutige Wappen Mexikos zeigt einen auf einem Kaktus sitzenden Adler mit einer Schlange in den Krallen und greift damit den Gründungsmythos von Tenochtitlán auf.

Cuauhtémoc, der letzte Herrscher der Azteken, wurde noch am Tag des Falls der Stadt aufgegriffen und festgenommen. Er wurde zunächst am Leben gelassen, jedoch am 28. Februar 1525 hingerichtet, nachdem man ihn einer Verschwörung gegen Hernán Cortés bezichtigt hatte.
Auf den Trümmern Tenochtitláns entstand bald darauf eine neue Siedlung. Die Spanier ließen die alten Wasserleitungen, die in die Stadt führten, reparieren und Aufräumarbeiten durchführen. Nach zwei Monaten wurde den Einheimischen die Rückkehr in einige Stadtviertel erlaubt; das alte Zentrum wurde jedoch weiter von den Eroberern bewohnt, die sich aus den Überresten der alten aztekischen Gebäude neue, eigene Gebäude errichteten. So entstand der spätere Palast des Vizekönigs am Ort des aztekischen Königspalastes und auf den Trümmern der Tempel wurden christliche Kirchen errichtet. Den Texcoco-See legten die Spanier im Lauf der Jahrzehnte schrittweise trocken. Im Jahr 1535 wurde Tenochtitlán in Mexiko-Stadt umbenannt und zum Verwaltungssitz des neugegründeten Vizekönigreichs Neuspanien.
In den Jahren und Jahrzehnten nach dem Untergang der einheimischen Staaten wurden auch alle anderen Stämme und Völker Mexikos von den Spaniern unterworfen. Zudem strömten immer mehr spanische Siedler ins Land. Die überlebenden Angehörigen der lokalen Völker wurden zwangsweise christianisiert und zur Arbeit gezwungen; viele von ihnen hatten unter den von den Siedlern eingeschleppten Krankheiten und härtester körperlicher Arbeit zu leiden. Als einziger indigener Stamm genossen dagegen die Tlaxcalteken gegenüber den anderen Völkern einige Privilegien, die sie von den Spaniern aufgrund ihrer Unterstützung erhalten hatten.
Schätzungen zufolge sank die Einwohnerzahl der mexikanischen Urbevölkerung zwischen 1519 und 1565 von 25 Millionen auf 2,5 Millionen, vor allem aufgrund der von den Spaniern eingeschleppten Krankheiten, deren Auswirkungen durch die Zwangsarbeit auf den nach dem Encomienda-System arbeitenden spanischen Latifundien oder in den mexikanischen Minen noch verstärkt wurden. Die einheimische Kultur wurde dennoch nicht völlig von der spanischen Kultur verdrängt. So ist zum Beispiel die Sprache der Azteken, Nahuatl, noch sehr lebendig. Heutzutage wird das aztekische Vermächtnis in der mexikanischen Bevölkerung allgemein hochgehalten.

## Chroniken
Einige der ins Land gekommenen Missionare versuchten, die Kultur der ansässigen Völker zu verstehen und Nahuatl zu lernen, um der Bevölkerung das Christentum besser vermitteln zu können. Besonders Bernardino de Sahagún (* um 1499; † 23. Oktober 1590 in Mexiko-Stadt, Mexiko) ist hier zu nennen, der im Jahr 1529 nach Mexiko gekommen war und den Azteken dort Spanisch und Latein beibrachte, wobei er selbst Nahuatl lernte. Das Werk Historia general de las cosas de Nueva España, das unter seiner Anleitung von seinen aztekischen Schülern verfasst wurde, gibt unter anderem die aztekische Sicht der Eroberung wieder. Ein anderer Augenzeugenbericht – aus spanischer Sicht – wurde von Bernal Díaz del Castillo verfasst, der selbst Soldat unter Cortés gewesen war. Die Wahrhafte Geschichte der Eroberung von Neuspanien, spanisch Historia verdadera de la conquista de la Nueva España, wurde von ihm 40 Jahre nach Abschluss der Eroberung geschrieben und ist neben Cortés’ Briefen an König Karl V. der einzige erhaltene spanische Augenzeugenbericht.

### Sekundärliteratur
- David Carballo: Collision of Worlds: A Deep History of the Fall of Aztec Mexico and the Forging of New Spain. Oxford University Press, New York 2020, ISBN 978-0-19-086435-4.
- Maurice Collis: Cortés and Montezuma. New Directions, New York NY 1999, ISBN 0-8112-1423-0 (New Directions Paperbook 884 A New Directions Classic)
- Serge Gruzinski: Drache und Federschlange. Europas Griff nach Amerika und China 1519/20. Campus, Frankfurt am Main 2014, ISBN 978-3-593-50080-5.
- Ross Hassig: Mexico and the Spanish Conquest. 2nd edition. University of Oklahoma Press, Norman OK 2006, ISBN 0-8061-3793-2.
- Felix Hinz: „Hispanisierung“ in Neu-Spanien 1519–1568. Transformation kollektiver Identitäten von Mexica, Tlaxkalteken und Spaniern. 3 Bände. Kovač, Hamburg 2005, ISBN 3-8300-2070-8 (Studien zur Geschichtsforschung der Neuzeit 45), (Zugleich: Köln, Univ., Diss., 2004)
- William Hickling Prescott: History of the Conquest of Mexico, with a preliminary view of the ancient Mexican civilization, and the life of the conqueror, Hernando Cortés. Bentley, London 1843, (online), (Deutsche Übersetzung: Die Eroberung von Mexiko. Der Untergang des Aztekenreiches. C. H. Beck, München 1984, ISBN 3-406-09050-8)
- Miguel León-Portilla: Visión de los vencidos: Relaciones indígenas de la Conquista. Introd., selección y notas: Miguel León-Portilla, Versión de textos nahuas: Ángel Ma. Garibay, 12ª. Edición, México, UNAM, 1989. (biblioweb.dgsca.unam.mx (Memento vom 18. November 2010 im Internet Archive))
- Stefan Rinke: Conquistadoren und Azteken. Cortés und die Eroberung Mexikos. 2., durchgesehene Auflage. Beck, München 2022, ISBN 978-3-406-73399-4.
- Werner Stenzel: Das kortesische Mexiko. Die Eroberung Mexikos und der darauf folgende Kulturwandel. Lang, Frankfurt am Main 2006, ISBN 3-631-55208-4.
- Hugh Thomas: Die Eroberung Mexikos – Cortés und Montezuma. Fischer, Frankfurt am Main 1998, ISBN 3-10-078003-5.
- Hugh Thomas: Rivers of Gold. The Rise of the Spanish Empire. London 2003 (ND New York 2005), ISBN 0-14-103448-3.
- Hugh Thomas: The Golden Empire. Spain, Charles V, and the Creation of America. New York 2010, ISBN 978-0-297-64563-4.
- Hugh Thomas: World Without End. Spain, Philip II, and the First Global Empire. New York 2014, ISBN 978-0-8129-9812-2.
- Tzvetan Todorov: Die Eroberung Amerikas. Das Problem des Anderen. Aus dem Französischen übersetzt von Wilfried Böhringer. 8. Druck. Suhrkamp, Frankfurt am Main 2002, ISBN 3-518-11213-9 (Edition Suhrkamp 1213 = NF 213)